# Jeong Young-hwa
Jeong Young-hwa (* 22. Oktober 1971) ist ein südkoreanischer Poolbillardspieler.

## Karriere
Seinen ersten größeren Erfolg erreichte Jeong Young-hwa 2001, als er sich für die 9-Ball-WM qualifizierte. Dabei schied er jedoch mit nur einem Sieg in der Vorrunde aus. Im August des gleichen Jahres erreichte er hingegen bei den World Games das Achtelfinale, das er gegen den Deutschen Thomas Engert verlor. Bei der World All Stars Pro Tour erreichte er den neunten Platz.
Bei der 9-Ball-WM 2002 belegte Jeong erneut den 65. Platz. Im Oktober wurde er bei den Asienspielen Dritter im 9-Ball-Einzel und gemeinsam mit Kim Won-suk Zweiter im Doppel. Zudem erreichte er 2002 bei der International Billiard Council Tour einmal den dritten und einmal den neunten Platz.
Im Januar 2003 belegte Jeong beim Derby City Classic den 37. Platz im Bank Pool und den 59. Platz im 9-Ball. Vier Monate später erreichte er bei der BCA Open den 17. Platz. Im Juli erreichte er bei der 9-Ball-WM sein bislang bestes Ergebnis, indem er erst im Achtelfinale ausschied.
Zudem erreichte Jeong 2003 bei der United States Professional Poolplayers Association (UPA) Tour, bei der Joss Northeast Tour und bei der Seminole Pro Tour jeweils einmal den zweiten Platz. Bei der Asian 9-Ball-Tour wurde er einmal Fünfter.
Bei der 9-Ball-WM 2004 schied Jeong bereits in der Vorrunde aus. Auf der Seminole Pro Tour gewann er hingegen 2004 ein Turnier und wurde einmal Dritter. Bei der Asian 9-Ball-Tour erreichte er neben einem dritten und einem fünften Platz, bei einem weiteren Turnier das Finale, verlor aber gegen den Philippiner Efren Reyes mit 10:12. Bei der Planet Pool Tour erreichte er im gleichen Jahr einmal den fünften Platz, bei der UPA-Tour erreichte er einmal den neunten Platz.
2005 erreichte Jeong bei den US Open den 25. Platz. Sein bestes Ergebnis bei der Asian 9-Ball-Tour war ein neunter Platz, bei der UPA-Tour war es ein 13. Platz.
2006 wurde Jeong Young-hwa bei der Asian 9-Ball-Tour einmal Fünfter. Bei den 9-Ball-Weltmeisterschaften 2006 und 2007 schied er jeweils in der Vorrunde aus. 2008 erreichte er bei der 10-Ball-WM die Finalrunde, wobei er in der Runde der letzten 64 gegen seinen Landsmann Ryu Seung-woo ausschied.
Bei den Philippines Open 2009 erreichte Jeong den 30. Platz. Im Juli belegte er den 33. Platz bei den China Open. Bei den World Games 2009 erreichte Jeong, wie bereits 2001 das Achtelfinale, verlor dieses jedoch gegen den Philippiner Leonardo Didal.
Wie schon im Vorjahr schied Jeong auch bei der 10-Ball-WM 2009 in der Runde der letzten 64 aus.
2010 schied er bei der 9-Ball-WM in der Vorrunde aus. Im September 2010 erreichte er bei den China Open den 17. Platz. Im November 2010 wurde er bei den Asienspielen Dritter im 9-Ball.
Bei der 9-Ball-WM 2013 schied Jeong Young-hwa erneut in der Vorrunde aus. Bei den Japan Open schied er in der Runde der letzten 64 gegen den Kanadier Alex Pagulayan aus.
2014 erreichte Jeong Young-hwa erstmals seit 2003 die Finalrunde der 9-Ball-Weltmeisterschaft. Dabei unterlag er im Sechzehntelfinale dem Österreicher Mario He mit 10:11. Im Februar 2015 schied er bei der 10-Ball-WM sieglos in der Vorrunde aus.
Jeong Young-hwa nahm bislang zweimal am World Cup of Pool teil und schied dabei jeweils in der ersten Runde aus. 2006 unterlag er gemeinsam mit Lee Gun-Jae den Engländern Steve Davis und Daryl Peach, 2014 verlor er mit Ha Minuk gegen die Finnen Mika Immonen und Petri Makkonen.
Mit der südkoreanischen Mannschaft nahm Jeong zudem 2010 und 2014 an der Team-WM teil, wobei diese jeweils in der Vorrunde ausschied.
Zudem nahm er 2003 am World Pool-Billiard Continental Team Cup teil und wurde mit der asiatischen Mannschaft Fünfter.
Jeong lebt derzeit in Bucheon. Er spielt ein Queue der Marke Universal.